# 蒼木翔子
蒼木 翔子（あおき しょうこ、1991年10月21日 - ）は、競技麻雀のプロ雀士。
東京都出身。日本プロ麻雀連盟所属。団体内の段位は三段。夫は同団体の矢崎航之介。

## 獲得タイトル
- プロクイーン (第21期)[1]